# ایری ماتسوی
ایری ماتسوی (انگلیسی: Airi Matsui؛ زادهٔ ۲۶ دسامبر ۱۹۹۶) بازیگر، خواننده، و بازیگر خردسال اهل ژاپن است.